# Olympische Sommerspiele 1960/Teilnehmer (Spanien)
| Gelbes Symbol für Goldmedaillen mit stilisierten Olympischen Ringen | Graues Symbol für Silbermedaillen mit stilisierten Olympischen Ringen | Braundes Symbol für Bronzemedaillen mit stilisierten Olympischen Ringen |
| ------------------------------------------------------------------- | --------------------------------------------------------------------- | ----------------------------------------------------------------------- |
| —                                                                   | —                                                                     | 1                                                                       |

Spanien nahm an den Olympischen Sommerspielen 1960 in Rom mit einer Delegation von 144 Athleten (133 Männer und 11 Frauen) an 83 Wettkämpfen in 16 Sportarten teil. 
Der einzige Medaillengewinn der spanischen Sportler gelang der Hockeymannschaft der Männer, die den dritten Platz belegte und damit die Bronzemedaille erhielt. Fahnenträger bei der Eröffnungsfeier war der Turner Jaime Belenguer.

## Teilnehmer nach Sportarten

### Basketball
- 14. Platz
Agustín Bertomeu
Alfonso Martínez
Emiliano Rodríguez
Francisco Buscató
Jesús Codina
Joaquín Enseñat
Jorge Guillén
José Luis
José Nora
Juan Martos
Miguel González Lázaro
Santiago Navarro

### Boxen
- Eusebio Mesa
Fliegengewicht: in der 1. Runde ausgeschieden

- Alfonso Carbajo
Bantamgewicht: im Viertelfinale ausgeschieden

- José Luis Biescas
Federgewicht: in der 1. Runde ausgeschieden

- Fernando Riera
Leichtgewicht: in der 1. Runde ausgeschieden

- Carmelo García
Halbweltergewicht: in der 1. Runde ausgeschieden

- Andrés Navarro
Weltergewicht: im Viertelfinale ausgeschieden

- Cesáreo Barrera
Halbmittelgewicht: in der 1. Runde ausgeschieden

- Manuel García González
Schwergewicht: im Achtelfinale ausgeschieden

### Fechten
Männer
- Joaquín Moya
Florett: im Viertelfinale ausgeschieden
Degen Mannschaft: in der 1. Runde ausgeschieden

- Enrique González Herrera
Florett: im Viertelfinale ausgeschieden

- Jesús Díez
Florett: in der 1. Runde ausgeschieden
Degen: in der 1. Runde ausgeschieden
Degen Mannschaft: in der 1. Runde ausgeschieden
Säbel Mannschaft: in der 1. Runde ausgeschieden

- Manuel Martínez
Degen: in der 1. Runde ausgeschieden
Degen Mannschaft: in der 1. Runde ausgeschieden

- Pedro Cabrera
Degen: in der 1. Runde ausgeschieden
Degen Mannschaft: in der 1. Runde ausgeschieden

- Ramón Martínez
Säbel: in der 1. Runde ausgeschieden
Säbel Mannschaft: in der 1. Runde ausgeschieden

- Pablo Ordejón
Säbel: in der 1. Runde ausgeschieden
Säbel Mannschaft: in der 1. Runde ausgeschieden

- César de Diego
Säbel: in der 1. Runde ausgeschieden
Säbel Mannschaft: in der 1. Runde ausgeschieden

Frauen
- María Shaw
Florett: in der 1. Runde ausgeschieden

- Carmen Valls
Florett: in der 1. Runde ausgeschieden

- Pilar Tosat
Florett: in der 1. Runde ausgeschieden

### Gewichtheben
- José Luis Izquierdo
Leichtgewicht: 21. Platz

- Jesús Rodríguez
Halbschwergewicht: 21. Platz

### Hockey
- Bronze 
Pedro Amat
Francisco Caballer
Juan Ángel Calzado
José Colomer
Carlos del Coso
José Antonio Dinarés
Eduardo Dualde
Joaquín Dualde
Rafael Egusquiza
Ignacio Macaya
Pedro Murúa
Pedro Roig
Luis María Usoz
Narciso Ventalló

### Kanu
Männer
- Joaquín Larroya
Einer-Kajak 1000 m: im Halbfinale ausgeschieden
Zweier-Kajak 1000 m: im Halbfinale ausgeschieden

- Juan Feliz
Zweier-Kajak 1000 m: im Halbfinale ausgeschieden

### Leichtathletik
Männer
- José Albarrán
100 m: im Vorlauf ausgeschieden

- Melanio Asensio
200 m: im Vorlauf ausgeschieden

- Julio Gómez
800 m: im Vorlauf ausgeschieden

- Tomás Barris
1500 m: im Vorlauf ausgeschieden

- José Molíns
5000 m: im Vorlauf ausgeschieden

- Carlos Pérez
10.000 m: 25. Platz

- Miguel Navarro
Marathon: 17. Platz

- José Fernández
3000 m Hindernis: im Vorlauf ausgeschieden

- José Ribas
50 km Gehen: 18. Platz

- Luis Felipe Areta Sampériz
Weitsprung: 31. Platz
Dreisprung: 26. Platz

- Miguel de la Quadra-Salcedo
Diskuswurf: ohne gültige Weite

- José Luis Falcón
Hammerwurf: 26. Platz

- Alfonso de Andrés
Speerwurf: 26. Platz

### Moderner Fünfkampf
- Joaquín Villalba
Einzel: 44. Platz

- Fernando Irayzoz
Einzel: 51. Platz

### Radsport
- José Antonio Momeñe
Straßenrennen: 16. Platz
Mannschaftszeitfahren 100 km: 8. Platz

- Ignacio Astigarraga
Straßenrennen: 56. Platz
Mannschaftszeitfahren 100 km: 8. Platz

- Juan Sánchez
Straßenrennen: Rennen nicht beendet
Mannschaftszeitfahren 100 km: 8. Platz

- Ventura Díaz
Straßenrennen: Rennen nicht beendet

- Ramón Sáez Marzo
Mannschaftszeitfahren 100 km: 8. Platz

- José María Errandonea
Bahn Sprint: in der 2. Runde ausgeschieden
Bahn 4000 m Mannschaftsverfolgung: in der 1. Runde ausgeschieden

- Francisco Tortellá
Bahn Sprint: in der 2. Runde ausgeschieden
Bahn 4000 m Mannschaftsverfolgung: in der 1. Runde ausgeschieden

- Miguel Martorell
Bahn 4000 m Mannschaftsverfolgung: in der 1. Runde ausgeschieden

- Miguel Mora
Bahn 4000 m Mannschaftsverfolgung: in der 1. Runde ausgeschieden

### Reiten
- José Centenera
Vielseitigkeit: ausgeschieden
Vielseitigkeit Mannschaft: ausgeschieden

- Antonio Queipo
Vielseitigkeit: ausgeschieden
Vielseitigkeit Mannschaft: ausgeschieden

- Beltrán de Albuquerque
Vielseitigkeit: ausgeschieden
Vielseitigkeit Mannschaft: ausgeschieden

- Enrique Martínez
Vielseitigkeit: ausgeschieden
Vielseitigkeit Mannschaft: ausgeschieden

- Paco Goyoaga
Springreiten: 17. Platz
Springreiten Mannschaft: ausgeschieden

- Juan Martínez
Springreiten: 24. Platz
Springreiten Mannschaft: ausgeschieden

- Hernán Espinosa
Springreiten: ausgeschieden
Springreiten Mannschaft: ausgeschieden

### Ringen
- Santiago Cañete
Bantamgewicht, griechisch-römisch: in der 1. Runde ausgeschieden

- Hernando Delgado
Leichtgewicht, griechisch-römisch: in der 1. Runde ausgeschieden

- Ángel Cuetos
Weltergewicht, griechisch-römisch: in der 2. Runde ausgeschieden

- José Panizo
Halbschwergewicht, griechisch-römisch: 6. Platz

### Rudern
- Julio López
Einer: im Halbfinale ausgeschieden

- Joaquín del Real
Zweier mit Steuermann: im Halbfinale ausgeschieden

- José Sahuquillo
Zweier mit Steuermann: im Halbfinale ausgeschieden

- Enrique Castelló
Zweier mit Steuermann: im Halbfinale ausgeschieden

- Franco Cobas
Vierer mit Steuermann: im Viertelfinale ausgeschieden

- José Méndez
Vierer mit Steuermann: im Viertelfinale ausgeschieden

- Alberto Valtierra
Vierer mit Steuermann: im Viertelfinale ausgeschieden

- Armando González
Vierer mit Steuermann: im Viertelfinale ausgeschieden

- Emilio García
Vierer mit Steuermann: im Viertelfinale ausgeschieden

- Ignacio Alcorta
Achter mit Steuermann: im Viertelfinale ausgeschieden

- José Almandoz
Achter mit Steuermann: im Viertelfinale ausgeschieden

- José Aristegui
Achter mit Steuermann: im Viertelfinale ausgeschieden

- Santiago Beitia
Achter mit Steuermann: im Viertelfinale ausgeschieden

- José Ibarburu
Achter mit Steuermann: im Viertelfinale ausgeschieden

- Manuel Ibarburu
Achter mit Steuermann: im Viertelfinale ausgeschieden

- José Leiceaga
Achter mit Steuermann: im Viertelfinale ausgeschieden

- Trimido Vaqueriza
Achter mit Steuermann: im Viertelfinale ausgeschieden

- Faustino Amiano
Achter mit Steuermann: im Viertelfinale ausgeschieden

### Schießen
- Luis Palomo
Schnellfeuerpistole 25 m: 18. Platz

- Minervino González
Schnellfeuerpistole 25 m: 38. Platz
Freie Pistole 50 m: 31. Platz

- Ángel León
Freie Pistole 50 m: 18. Platz

- José Manuel Andoin
Kleinkalibergewehr Dreistellungskampf 50 m: 60. Platz

- José Llorens
Kleinkalibergewehr Dreistellungskampf 50 m: 61. Platz
Kleinkalibergewehr liegend 50 m: 57. Platz

- José Luis Calvo
Kleinkalibergewehr liegend 50 m: 57. Platz

- Juan Malo
Trap: 32. Platz

- Rafael de Juan
Trap: Wettkampf nicht beendet

### Schwimmen
Männer
- Leopoldo Rodés
100 m Freistil: im Vorlauf ausgeschieden

- José Cossio
400 m Freistil: im Vorlauf ausgeschieden

- Miguel Torres
1500 m Freistil: im Vorlauf ausgeschieden

- Julio Cabrera
100 m Rücken: im Vorlauf ausgeschieden

- Guillermo Alsina
200 m Brust: im Vorlauf ausgeschieden

- Emilio Díaz
200 m Brust: im Vorlauf ausgeschieden

- Heriberto de la Fe
200 m Schmetterling: im Vorlauf ausgeschieden

- José Vicente León
200 m Schmetterling: im Vorlauf ausgeschieden

Frauen
- Rita Pulido
100 m Freistil: im Vorlauf ausgeschieden

- Isabel Castañe
200 m Brust: im Vorlauf ausgeschieden

### Segeln
- Gonzalo Fernández de Córdoba y Larios
Finn-Dinghy: 21. Platz

- José Ocejo
Star: 22. Platz

- Emilio Gurruchaga
Star: 22. Platz

- Juan Manuel Alonso
Flying Dutchman: 11. Platz

- Gabriel Laiseca
Flying Dutchman: 11. Platz

- Santiago Pi
Drachen: 27. Platz

- Juan Mirangels
Drachen: 27. Platz

- José Pi
Drachen: 27. Platz

- Eusebio Bertrand
5,5-Meter-Klasse: 13. Platz

- Jorge Martí
5,5-Meter-Klasse: 13. Platz

- Juan Antonio Ragué
5,5-Meter-Klasse: 13. Platz

### Turnen
Männer
- Jaime Belenguer
Einzelmehrkampf: 95. Platz
Boden: 108. Platz
Pferdsprung: 114. Platz
Barren: 56. Platz
Reck: 100. Platz
Ringe: 95. Platz
Seitpferd: 73. Platz
Mannschaftsmehrkampf: 18. Platz

- Emilio Lecuona
Einzelmehrkampf: 98. Platz
Boden: 114. Platz
Pferdsprung: 95. Platz
Barren: 107. Platz
Reck: 97. Platz
Ringe: 55. Platz
Seitpferd: 96. Platz
Mannschaftsmehrkampf: 18. Platz

- Ramón García
Einzelmehrkampf: 103. Platz
Boden: 104. Platz
Pferdsprung: 115. Platz
Barren: 102. Platz
Reck: 102. Platz
Ringe: 85. Platz
Seitpferd: 102. Platz
Mannschaftsmehrkampf: 18. Platz

- Enrique Montserrat
Einzelmehrkampf: 106. Platz
Boden: 124. Platz
Pferdsprung: 73. Platz
Barren: 92. Platz
Reck: 113. Platz
Ringe: 79. Platz
Seitpferd: 105. Platz
Mannschaftsmehrkampf: 18. Platz

- Luis Valbuena
Einzelmehrkampf: 107. Platz
Boden: 89. Platz
Pferdsprung: 73. Platz
Barren: 86. Platz
Reck: 122. Platz
Ringe: 73. Platz
Seitpferd: 86. Platz
Mannschaftsmehrkampf: 18. Platz

- Hermenegildo Martínez
Einzelmehrkampf: 129. Platz
Boden: 91. Platz
Pferdsprung: 46. Platz
Reck: 128. Platz
Ringe: 124. Platz
Mannschaftsmehrkampf: 18. Platz

Frauen
- Renata Müller
Einzelmehrkampf: 104. Platz
Boden: 102. Platz
Pferdsprung: 110. Platz
Stufenbarren: 103. Platz
Schwebebalken: 116. Platz
Mannschaftsmehrkampf: 16. Platz

- Rosa Balaguer
Einzelmehrkampf: 105. Platz
Boden: 107. Platz
Pferdsprung: 105. Platz
Stufenbarren: 110. Platz
Schwebebalken: 100. Platz
Mannschaftsmehrkampf: 16. Platz

- Montserrat Artamendi
Einzelmehrkampf: 112. Platz
Boden: 115. Platz
Pferdsprung: 92. Platz
Stufenbarren: 117. Platz
Schwebebalken: 107. Platz
Mannschaftsmehrkampf: 16. Platz

- María del Carmen González
Einzelmehrkampf: 113. Platz
Boden: 116. Platz
Pferdsprung: 109. Platz
Stufenbarren: 106. Platz
Schwebebalken: 118. Platz
Mannschaftsmehrkampf: 16. Platz

- María Luisa Fernández
Einzelmehrkampf: 114. Platz
Boden: 118. Platz
Pferdsprung: 112. Platz
Stufenbarren: 116. Platz
Schwebebalken: 115. Platz
Mannschaftsmehrkampf: 16. Platz

- Elena Artamendi
Einzelmehrkampf: 115. Platz
Boden: 122. Platz
Pferdsprung: 96. Platz
Stufenbarren: 101. Platz
Schwebebalken: 98. Platz
Mannschaftsmehrkampf: 16. Platz